# Stegodyphus hildebrandti
Stegodyphus hildebrandti is een spinnensoort uit de familie van de fluweelspinnen (Eresidae).
De wetenschappelijke naam van de soort werd in 1878 als Eresus hildebrandti gepubliceerd door Ferdinand Karsch.